# Mangalocypria
Mangalocypria is een geslacht van kreeftachtigen uit de klasse van de Ostracoda (mosselkreeftjes).

## Soorten
- Mangalocypria africana Wouters, 1998
- Mangalocypria appendix Wouters, 1998
- Mangalocypria eleotridis (Harding, 1962)